# دين مارتن (لاعب كرة قدم بريطاني)
دين مارتن (بالإنجليزية: Dean Martin)‏ هو لاعب كرة قدم بريطاني في مركز الوسط، ولد في 9 سبتمبر 1967 في هاليفاكس في المملكة المتحدة. لعب مع Lancaster City F.C. ‏.